# Barbara Ayisi Asher
Pour les articles homonymes, voir Asher (homonymie).
Barbara Ayisi Asher, née en  février 1976, est une femme politique ghanéenne, vice-ministre de l'Éducation du Ghana. Elle siège du Parlement de la circonscription de Cape Coast North dans la région centrale du Ghana, et est membre du Nouveau Parti patriotique. 

## Jeunesse
Barbara Ayisi Asher est née le 12 février 1976 dans l'Awutu-Effutu-Senya, une région centrale du Ghana. Elle fréquente le Collège d'éducation de Notre-Dame des Apôtres (OLA) et l'Université d'éducation de Winneba. Elle est titulaire d'un master en littérature anglaise de l'Université de Cape Coast,. 

## Vie privée
Barbara Ayisi Asher est chrétienne et fait partie de l'église Victory Bible Church International. Elle est mariée et a deux enfants. 

## Carrière
Avant sa nomination en tant que membre du Parlement, elle travaille en tant que responsable des formalités auprès du Ghana Education Service (GES), puis de 2010 à 2016 en tant que maîtresse de maison au Lycée de filles Wesley Girls High School.

## Politique
Barbara Ayisi Asher est vice-ministre de l'éducation chargée des écoles primaires. Elle fonde un organisme appelé Barbra Asher Foundation qui s'attache à réduire le chômage chez les jeunes de sa circonscription. La Barbra Asher Foundation, en collaboration avec le département Développement et innovation en entrepreneuriat de l'Université technique de Cape Coast, a formé plus de 200 jeunes de la circonscription de Cape Coast aux compétences entrepreneuriales,,,,,.